# Sapekhburto K'lubi Lok'omot'ivi Tbilisi
Il Sapekhburto K'lubi Lok'omot'ivi Tbilisi (in georgiano საფეხბურთო კლუბი ლოკომოტივი თბილისი?), meglio nota come Lokomotivi Tbilisi è una società calcistica georgiana con sede nella città di Tbilisi. Milita nella Erovnuli Liga 2, la seconda divisione del campionato georgiano di calcio. Il club, come testimonia il nome, è correlato alle ferrovie georgiane. Nella sua storia ha vinto per tre volte la coppa di Georgia.

## Storia
Il club venne fondato nel 1936 come squadra dei ferrovieri e faceva parte della Società Sportiva Volontaria. Nel 1938 grazie all'allargamento della Gruppa A a ventisei squadre venne promosso dalla terza alla prima serie del campionato sovietico di calcio, ma venne retrocesso al termine della stagione. L'anno dopo riguadagnò la promozione in massima serie, ma si ritirò dal campionato dopo venti giornate, venendone così escluso. Dal secondo dopoguerra alla fine degli anni sessanta disputò la maggior parte delle stagioni nella seconda serie del campionato sovietico, ottenendo il miglior risultato nel 1961 con il raggiungimento degli spareggi promozione, senza però vincerli. Nel 1990 assieme alle altre squadre georgiane lasciò il campionato sovietico per partecipare al campionato georgiano di calcio. Nel 1997 venne promosso per la prima volta in Umaglesi Liga, la massima serie georgiana, e raggiunse presto i vertici del campionato. Il terzo posto raggiunto al termine della stagione 1998-1999 gli consentì di partecipare per la prima volta alla Coppa UEFA nell'edizione 1999-2000. In quest'edizione superò il turno di qualificazione sconfiggendo i nordirlandesi del Linfield, ma venne poi eliminato al primo turno dai greci del PAOK con un complessivo 0-9. Nella stessa stagione conquistò il suo primo trofeo, la coppa nazionale, vinta sulla Torpedo Kutaisi dopo i tiri di rigore. Nelle due stagioni successive la finale di coppa si ripeté con le medesime squadre e risolte sempre dopo i tiri di rigore con la vittoria della Torpedo Kutaisi nel 2001 e della Lokomotivi Tbilisi nel 2002. Nelle stesse due stagioni la Lokomotivi concluse il campionato secondo sempre dietro alla Torpedo Kutaisi. Grazie a questi risultati partecipò ad altre tre edizioni della Coppa UEFA senza, però, riuscire a superare il turno di qualificazione. Nel 2005 vinse la sua terza coppa di Georgia, battendo in finale il Zest'aponi. Nel 2010 venne retrocesso in Pirveli Liga, per poi tornare in massima serie nel 2015 grazie alla vittoria dello spareggio promozione contro il Met'alurgi Rustavi.

## Palmarès

### Competizioni nazionali
- Vtoraja Liga: 1

1963
- Sakartvelos tasi: 3

1999-2000, 2001-2002, 2004-2005

### Altri piazzamenti
- Pervaja Liga:

Secondo posto: 1939
- Campionato georgiano:

Secondo posto: 2000-2001, 2001-2002
Terzo posto: 1998-1999
- Coppa di Georgia:

Finalista: 2000-2001, 2019, 2022
Semifinalista: 1998-1999, 2008-2009
- Supercoppa di Georgia:

Finalista: 2005
- Erovnuli Liga 2:

Secondo posto: 1996-1997, 2012-2013, 2014-2015

## Statistiche

### Partecipazione alle competizioni UEFA
| Stagione  | Torneo          | Turno                   | Club               | Andata | Ritorno | Totale    |
| --------- | --------------- | ----------------------- | ------------------ | ------ | ------- | --------- |
| 1999-2000 | Coppa UEFA      | Turno di qualificazione | Linfield           | 1-0    | 1-1     | 2-1       |
| 1999-2000 | Coppa UEFA      | Primo turno             | PAOK               | 0-7    | 0-2     | 0-9       |
| 2000-2001 | Coppa UEFA      | Turno di qualificazione | Slovan Bratislava  | 0-2    | 0-2     | 0-4       |
| 2001-2002 | Coppa UEFA      | Turno di qualificazione | Birkirkara         | 0-0    | 1-1     | 1-1 (gfc) |
| 2002-2003 | Coppa UEFA      | Turno di qualificazione | Copenaghen         | 1-4    | 1-3     | 2-7       |
| 2005-2006 | Coppa UEFA      | Primo turno preliminare | Banants            | 3-2    | 0-2     | 3-4       |
| 2008      | Coppa Intertoto | Primo turno             | Etzella Ettelbruck | 2-2    | 0-0     | 2-2 (gfc) |

## Organico

### Rosa 2019
| N. |                        | Ruolo | Calciatore                 |
| -- | ---------------------- | ----- | -------------------------- |
| 1  | Georgia (bandiera)     | P     | Luka Sherozia              |
| 2  | Georgia (bandiera)     | D     | Tsotne Kapanadze           |
| 3  | Georgia (bandiera)     | D     | Aleksandre Gureshidze      |
| 4  | Georgia (bandiera)     | D     | Nika Chanturia             |
| 5  | Georgia (bandiera)     | C     | Aleksandre Andronikashvili |
| 6  | Georgia (bandiera)     | C     | Beka Dartsmelia            |
| 7  | Georgia (bandiera)     | C     | Temuri Shonia              |
| 8  | Georgia (bandiera)     | C     | Davit Samurk'asovi         |
| 9  | Georgia (bandiera)     | A     | Mamia Gavashelishvili      |
| 10 | Georgia (bandiera)     | A     | Irakli Sikharulidze        |
| 11 | Georgia (bandiera)     | A     | Davit Kirkitadze           |
| 12 | Georgia (bandiera)     | P     | Rezo Lomidze               |
| 14 | Paesi Bassi (bandiera) | C     | Imran Oulad Omar           |

| N. |                    | Ruolo | Calciatore              |
| -- | ------------------ | ----- | ----------------------- |
| 16 | Georgia (bandiera) | C     | Sandro Shetsiruli       |
| 17 | Georgia (bandiera) | A     | Revaz Injgia            |
| 19 | Georgia (bandiera) | A     | Shota Shekiladze        |
| 20 | Georgia (bandiera) | A     | Giorgi Iakobidze        |
| 21 | Georgia (bandiera) | C     | Tornike Dzebniauri      |
| 22 | Georgia (bandiera) | D     | Tornike Kirkitadze      |
| 23 | Georgia (bandiera) | C     | Levan Jordania          |
| 25 | Georgia (bandiera) | P     | Giorgi Mamardashvili    |
| 27 | Georgia (bandiera) | D     | Giorgi Gabadze          |
| 30 | Georgia (bandiera) | C     | Aleksandre Kobakhidze   |
| 33 | Georgia (bandiera) | D     | Jemali-Giorgi Jinjolava |
| 40 | Georgia (bandiera) | D     | Davit Ubilava           |